# Неростово
Неростово (пол. Nierostowo) — село в Польщі, у гміні Конажини Хойницького повіту Поморського воєводства.
Населення — 112 осіб (2011).
У 1975-1998 роках село належало до Слупського воєводства.

## Демографія
Демографічна структура станом на 31 березня 2011 року:
|          | Загалом | Допрацездатний вік | Працездатний вік | Постпрацездатний вік |
| -------- | ------- | ------------------ | ---------------- | -------------------- |
| Чоловіки | 65      | 17                 | 40               | 8                    |
| Жінки    | 47      | 10                 | 23               | 14                   |
| Разом    | 112     | 27                 | 63               | 22                   |